# رایان بیلی
رایان بیلی (انگلیسی: Ryan Bayley؛ زادهٔ ۹ مارس ۱۹۸۲) دوچرخه‌سوار اهل استرالیا است.
وی در مسابقات کشوری و بین‌المللی در مجموع برندهٔ ۷ مدال طلا، ۲ مدال نقره، ۲ مدال برنز شده‌است.